# Ставце-Кольонія
Ставце-Кольонія (пол. Stawce-Kolonia) — село в Польщі, у гміні Батож Янівського повіту Люблінського воєводства.
Населення — 116 осіб (2011).
У 1975-1998 роках село належало до Тарнобжезького воєводства.

## Демографія
Демографічна структура станом на 31 березня 2011 року:
|          | Загалом | Допрацездатний вік | Працездатний вік | Постпрацездатний вік |
| -------- | ------- | ------------------ | ---------------- | -------------------- |
| Чоловіки | 51      | 6                  | 37               | 8                    |
| Жінки    | 65      | 10                 | 35               | 20                   |
| Разом    | 116     | 16                 | 72               | 28                   |